# Bessey-la-Cour
Bessey-la-Cour är en kommun i departementet Côte-d'Or i regionen Bourgogne-Franche-Comté i östra Frankrike. Kommunen ligger i kantonen Bligny-sur-Ouche som tillhör arrondissementet Beaune. År 2022 hade Bessey-la-Cour 54 invånare.

## Befolkningsutveckling
Antalet invånare i kommunen Bessey-la-Cour
Referens:INSEE